# Joalheiro da Coroa

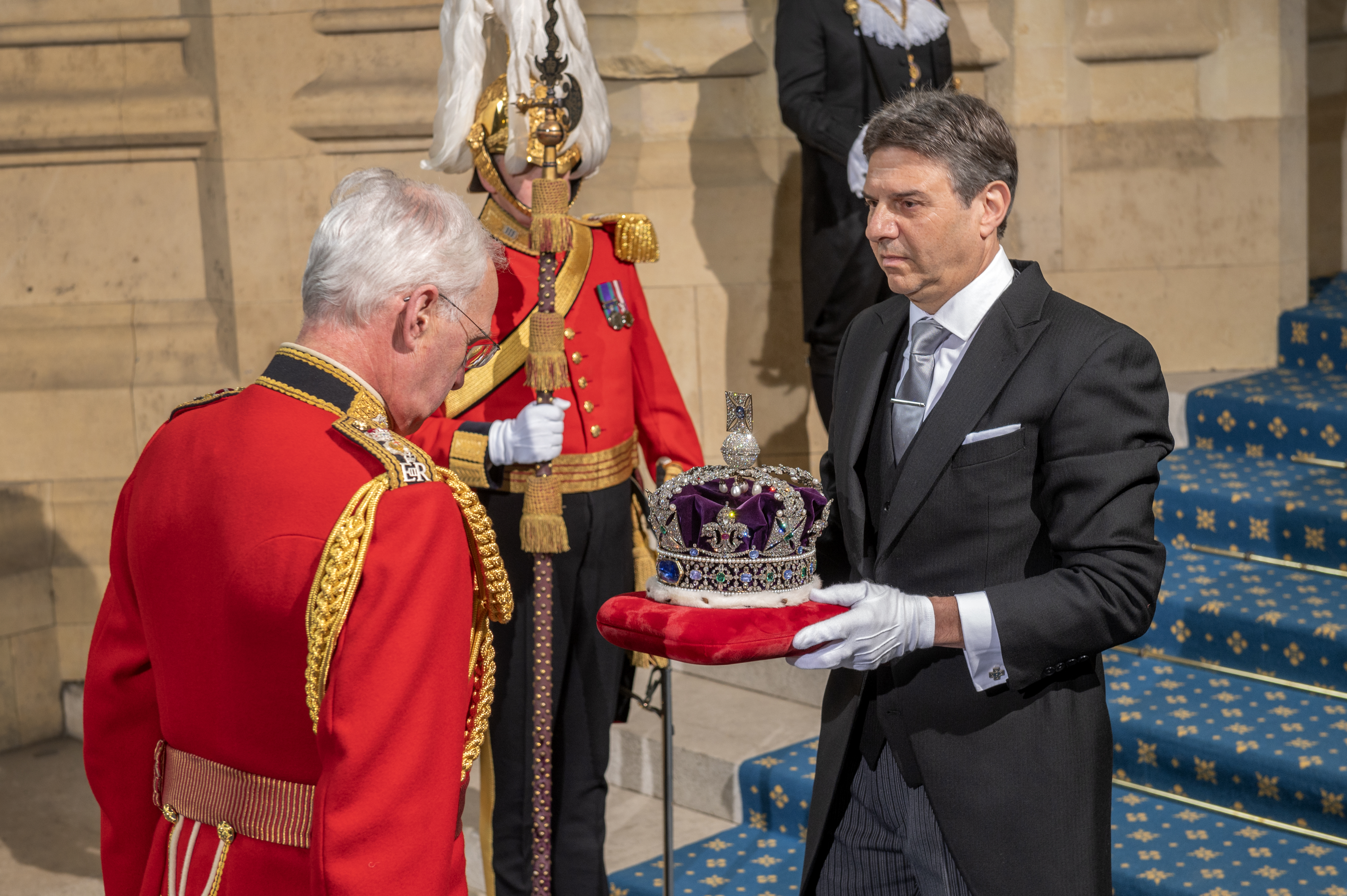
O Joalheiro da Coroa (Mark Appleby) segurando a Coroa Imperial de Estado na Abertura do Parlamento de 2022.

O Joalheiro da Coroa é responsável pela manutenção das Joias da Coroa do Reino Unido e é nomeado pelo monarca britânico. O atual joalheiro da coroa é Mark Appleby, nomeado em 2017.

## História
O posto foi criado em 1843 pela Rainha Vitória, que emitiu um mandado real para a Garrard & Co., e o título de Joalheria da Coroa foi conferido a um funcionário da empresa. Até então, a Rundell & Bridge, que se anunciava como joalheria da Coroa, era responsável por manter e preparar as joias para uso em eventos oficiais. Se o título existisse antes de 1843, teria sido aplicado a William Jones de Jefferys & Jones (1782–96), Philip Gilbert de Jefferys, Jones & Gilbert (1797–1820) e Rundell & Bridge (1821–43). Antes de 1782, o trabalho de reparação e confecção das Joias da Coroa era distribuído a vários ourives e joalheiros de forma ad hoc.
David V. Thomas (1991–2007) afirmou que sempre esteve de plantão, pronto para atender as Joias. William Summers, o sexto joalheiro da coroa (1962–91), disse sobre seu trabalho: "Para onde vai a coroa, lá vou eu".
Em 2007, Garrard & Co. foram substituídos, o motivo dado que era hora de uma mudança. A empresa foi adquirida por uma empresa de private equity em 2006. Harry Collins, da empresa familiar G. Collins & Sons, que também era joalheiro pessoal da Rainha Isabel II, foi nomeado o novo Joalheiro da Coroa. Em 2012, Collins deixou o cargo e Martin Swift, da Mappin & Webb, tornou-se o joalheiro da coroa. Em 2017, ele foi substituído por Mark Appleby, chefe da oficina de joias Mappin & Webb.

## Lista de Joalheiros da Coroa
- 1843: Sebastian Garrard: Sebastian Garrard morreu em novembro de 1870 aos 72 anos.
- George Whitford: Shirley Bury observa que Whitford "começou a atender aos requisitos [da Rainha Vitória] nos primeiros anos de sua viuvez". Príncipe Alberto morreu em 1861.
- Henry Bell
- C. E. Newbigin
- 1910: Cecil Mann
- 1962: William Summers
- 1991: David V. Thomas
- 2007: Harry Collins
- 2012: Martin Swift
- 2017: Mark Appleby